# Тищенко Олександр Миколайович
Олекса́ндр Микола́йович Ти́щенко (нар. 12 червня 1977, Мигалки, Київська обл. — пом. 13 квітня 2015, Авдіївка, Донецька обл.) — солдат Збройних сил України. Учасник російсько-української війни.

## Життєвий шлях
Народився в селі Мигалки Бородянського району, проживав у смт Бородянка.
Добровольцем пішов до війська з перших днів війни. Солдат 1-го відділення зенітного артилерійського взводу 1-ї роти охорони зведеного загону «Дика качка» Повітряних сил ЗСУ. Відряджений у зону бойових дій з 40-ї бригади тактичної авіації, номер обслуги.
13 квітня 2015-го під час одного з обстрілів українських позицій (опорний пункт «Зеніт») поблизу Авдіївки уламок 120-мм міни влучив у ящики з набоями в бліндажі. Від вибуху загинули Олександр Тищенко, Олексій Вовченко, Дмитро Гура, Василь Путаненко, Богдан Гончаренко.
Упізнаний за експертизою ДНК. 23 вересня 2015 року похований у Мигалках.
Без Олександра лишилися батьки, дружина, донька 2010 р.н.

## Нагороди та вшанування
- Указом Президента України № 553/2015 від 10 жовтня 2015 року — орденом «За мужність» III ступеня (посмертно)[1]